# HC Odense (herrer)
HC Odense (Handball Club Odense, herrer) er et dansk håndboldhold, der spiller i 1. division. 